# Dmitri Kabutov
Bản mẫu:Eastern Slavic name
Dmitri Aliyevich Kabutov (tiếng Nga: Дми́трий Али́евич Кабу́тов; sinh ngày 26 tháng 3 năm 1992) là một cầu thủ bóng đá người Nga. Anh chơi ở vị trí tiền vệ chạy cánh phải cho FC SKA-Khabarovsk.

## Đời sống cá nhân
Em trai của anh Ruslan Kabutov cũng là một cầu thủ bóng đá.

## Thống kê sự nghiệp
Tính đến 4 tháng 3 năm 2018
| Câu lạc bộ                | Mùa giải            | Giải vô địch                | Giải vô địch | Giải vô địch | Cúp     | Cúp       | Châu lục | Châu lục  | Tổng cộng | Tổng cộng |
| Câu lạc bộ                | Mùa giải            | Hạng đấu                    | Số trận      | Bàn thắng    | Số trận | Bàn thắng | Số trận  | Bàn thắng | Số trận   | Bàn thắng |
| ------------------------- | ------------------- | --------------------------- | ------------ | ------------ | ------- | --------- | -------- | --------- | --------- | --------- |
| Akademiya Tolyatti        | 2010                | PFL                         | 19           | 5            | 0       | 0         | –        | –         | 19        | 5         |
| Akademiya Tolyatti        | 2011–12             | PFL                         | 37           | 4            | 1       | 0         | –        | –         | 38        | 4         |
| Akademiya Tolyatti        | Tổng cộng           | Tổng cộng                   | 56           | 9            | 1       | 0         | 0        | 0         | 57        | 9         |
| Salyut Belgorod           | 2012–13             | FNL                         | 18           | 1            | 2       | 0         | –        | –         | 20        | 1         |
| Rotor Volgograd           | 2012–13             | FNL                         | 12           | 1            | –       | –         | –        | –         | 12        | 1         |
| Rotor Volgograd           | 2013–14             | FNL                         | 17           | 3            | 3       | 0         | –        | –         | 20        | 3         |
| Rotor Volgograd           | Tổng cộng           | Tổng cộng                   | 29           | 4            | 3       | 0         | 0        | 0         | 32        | 4         |
| Gazovik Orenburg          | 2014–15             | FNL                         | 23           | 1            | 1       | 0         | –        | –         | 24        | 1         |
| Gazovik Orenburg          | 2015–16             | FNL                         | 17           | 0            | 1       | 0         | –        | –         | 18        | 0         |
| Gazovik Orenburg          | Tổng cộng           | Tổng cộng                   | 40           | 1            | 2       | 0         | 0        | 0         | 42        | 1         |
| Luch-Energiya Vladivostok | 2015–16             | FNL                         | 12           | 1            | –       | –         | –        | –         | 12        | 1         |
| Volgar Astrakhan          | 2016–17             | FNL                         | 32           | 1            | 2       | 1         | –        | –         | 34        | 2         |
| Volgar Astrakhan          | 2017–18             | FNL                         | 24           | 4            | 0       | 0         | –        | –         | 24        | 4         |
| Volgar Astrakhan          | Tổng cộng           | Tổng cộng                   | 56           | 5            | 2       | 1         | 0        | 0         | 58        | 6         |
| SKA-Khabarovsk            | 2017–18             | Giải bóng đá ngoại hạng Nga | 1            | 0            | 1       | 0         | –        | –         | 2         | 0         |
| Tổng cộng sự nghiệp       | Tổng cộng sự nghiệp | Tổng cộng sự nghiệp         | 212          | 21           | 11      | 1         | 0        | 0         | 223       | 22        |